# 비즈마크 이벤트 센터
비즈마크 이벤트 센터(영어: Bismarck Event Center)는 미국 노스다코타주 비즈마크에 위치한 실내 경기장이다. 과거 D-리그 다코타 위저즈의 홈경기장으로 사용했다.